# Дитячий пісенний конкурс Євробачення 2023
Дитячий пісенний конкурс «Євробачення-2023» (англ. Junior Eurovision Song Contest 2023, фр. Concours Eurovision de la chanson junior 2023) — 21-й конкурс «Дитячого Євробачення», який проходив 26 листопада 2023 року у Франції після перемоги Ліссандро на конкурсі 2022 року з піснею «Oh Maman!». Це другий раз, коли подія Євробачення проходила у Франції, після попередньої перемоги країни у 2021 році.

## Місце проведення
На відміну від дорослого Євробачення, країна-переможниця не отримує автоматичних прав на проведення наступного конкурсу. Однак з 2019 року кожен конкурс приймає переможець попереднього року, а з 2011 року (за винятком 2012 та 2018 років) країна-переможець має право відмовитися від проведення наступного конкурсу. Так, наприклад, у 2015 році Італія отримала можливість приймати конкурс, але в підсумку відмовилася від цього.

### Процес вибору міста-господаря
Після перемоги Франції у 2022 році глава французької делегації Александра Редде-Аміель і генеральний директор France Télévisions Дельфін Ернотт заявили, що країна хоче прийняти Дитяче Євробачення у 2023 році. 3 квітня 2023 року ЄМС оголосила, що конкурс відбудеться в багатофункціональному концертному залі Palais Nikaïa в Ніцці, Франція.

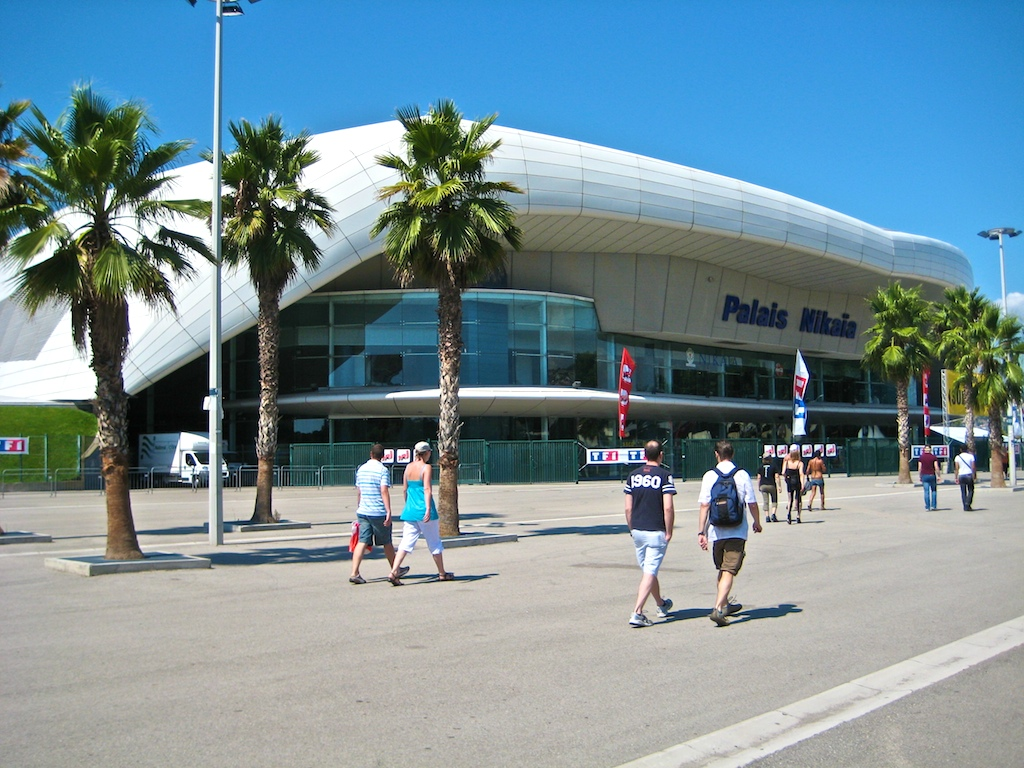
Palais Nikaïa

## Формат

### Візуальний дизайн
Конкурс 2023 року є першим серед конкурсів Дитячого Євробачення, що містить у логотипі серце Євробачення — , яке використовується на дорослому конкурсі з 2004 року. Оновлення було оприлюднене 3 квітня 2023 року під час оголошення міста-господаря конкурсу.

### Гасло
Під час пресконференції ЄМС 10 травня 2023 року в Ліверпулі, де проходив Пісенний конкурс Євробачення 2023, голова французької делегації Євробачення Александра Редде-Аміель оголосила гасло конкурсу, яке звучатиме як «Герої» (англ. Heroes). Супутній тематичний логотип був представлений 29 серпня та має вигляд малюнку вуличного мистецтва, заснованого на бризках фарби, крейди, порошку та феєрверків, що «привносить сучасність і звертається до всіх поколінь».

## Країни-учасниці
29 серпня 2023 року ЄМС оголосила, що шістнадцять країн стануть учасницями Дитячого Євробачення 2023. Естонія стала дебютанткою на конкурсі.
21 листопада 2023 року відбулася церемонія відкриття конкурсу. Тоді ж було визначено порядок виступів фіналістів.
Фінал конкурсу відбувся 26 листопада. Перемогу здобула представниця Франції Зої Клозюр, набравши загалом 228 балів.
| №  | Країна             | Виконавці           | Пісня                                                               | Місце | Бали | Голосування | Голосування |
| №  | Країна             | Виконавці           | Пісня                                                               | Місце | Бали | Глядачі     | Журі        |
| -- | ------------------ | ------------------- | ------------------------------------------------------------------- | ----- | ---- | ----------- | ----------- |
| 1  | Іспанія            | Сандра Валеро       | «Loviu» (ісп.), (англ.), (фр.) «Люблю тебе»                         | 2     | 201  | 86          | 115         |
| 2  | Мальта             | Юлан Лов            | «Stronger»(англ.) «Сильніше»                                        | 10    | 94   | 43          | 51          |
| 3  | Україна            | Анастасія Димид     | «Квітка» (укр.), (англ.)                                            | 5     | 128  | 83          | 45          |
| 4  | Ірландія           | Джесіка МакКін      | «Aisling» (ірл.) «Мрія»                                             | 16    | 42   | 34          | 8           |
| 5  | Велика Британія    | STAND UNIQU3        | «Back To Life» (англ.) «Назад до життя»                             | 4     | 160  | 58          | 102         |
| 6  | Північна Македонія | Тамара Груєська     | «Кажи ми, кажи ми кој» (мак.), (англ.) «Скажи мені, скажи мені хто» | 12    | 76   | 39          | 37          |
| 7  | Естонія            | ARHANNA             | «Hoiame Kokku» (ест.) «Тримайтеся разом»                            | 15    | 49   | 43          | 6           |
| 8  | Вірменія           | Yan Girls           | «Do It My Way»(араб.), (англ.) «Роблю це своїм шляхом»              | 3     | 180  | 64          | 116         |
| 9  | Польща             | Мая Кшижевська      | «I Just Need A Friend»(пол.), (англ.) «Мені просто потрібен друг»   | 6     | 124  | 55          | 69          |
| 10 | Грузія             | Анастасія та Ranina | «Over the Sky»(англ.), (груз.) «Над небом»                          | 14    | 74   | 53          | 21          |
| 11 | Португалія         | Жюлія Машадо        | «Where I Belong» (порт.), (англ.) «Де моє місце»                    | 13    | 75   | 45          | 30          |
| 12 | Франція            | Зої Клозюр          | «Cœur» (фр.) «Серце»                                                | 1     | 228  | 92          | 136         |
| 13 | Албанія            | Віола Джузелі       | «Bota Ime» (алб.) «Мій світ»                                        | 8     | 115  | 45          | 70          |
| 14 | Італія             | Мелісса та Раня     | «Un mondo giusto» (італ.) «Справедливий світ»                       | 11    | 81   | 44          | 37          |
| 15 | Німеччина          | FIA                 | «Ohne Worte»(нім.) «Без слів»                                       | 9     | 107  | 74          | 33          |
| 16 | Нідерланди         | Сеп і Ясмейн        | «Holding On To You»(нід.), (англ.) «Тримаюся за тебе»               | 7     | 122  | 70          | 52          |

### Результати голосування
| Країна             | Місце | Бали від глядачів | Бали від журі | Бали від журі | Бали від журі | Бали від журі | Бали від журі   | Бали від журі      | Бали від журі | Бали від журі | Бали від журі | Бали від журі | Бали від журі | Бали від журі | Бали від журі | Бали від журі | Бали від журі | Бали від журі | Бали від журі | Загальна кількість балів |
| Країна             | Місце | Бали від глядачів | Іспанія       | Мальта        | Україна       | Ірландія      | Велика Британія | Північна Македонія | Естонія       | Вірменія      | Польща        | Грузія        | Португалія    | Франція       | Албанія       | Італія        | Німеччина     | Нідерланди    | Загалом       | Загальна кількість балів |
| ------------------ | ----- | ----------------- | ------------- | ------------- | ------------- | ------------- | --------------- | ------------------ | ------------- | ------------- | ------------- | ------------- | ------------- | ------------- | ------------- | ------------- | ------------- | ------------- | ------------- | ------------------------ |
| Іспанія            | 2     | 86                |               | 6             | 5             |               | 8               | 10                 | 12            | 6             | 2             | 12            |               | 12            | 10            | 12            | 10            | 10            | 115           | 201                      |
| Мальта             | 10    | 43                |               |               | 3             |               | 4               |                    |               | 12            | 3             |               | 7             | 10            | 4             | 6             | 2             |               | 51            | 94                       |
| Україна            | 5     | 83                | 1             |               |               | 3             | 1               | 3                  | 4             |               | 5             | 6             |               |               | 8             | 2             | 7             | 5             | 45            | 128                      |
| Ірландія           | 16    | 34                |               |               |               |               |                 |                    |               |               |               | 3             | 4             | 1             |               |               |               |               | 8             | 42                       |
| Велика Британія    | 4     | 58                | 10            | 10            | 12            | 4             |                 | 7                  | 6             | 8             | 8             |               | 1             | 4             | 12            | 8             | 5             | 7             | 102           | 160                      |
| Північна Македонія | 12    | 39                | 2             | 2             | 2             | 1             |                 |                    |               | 1             | 10            |               | 6             | 5             | 1             |               | 4             | 3             | 37            | 76                       |
| Естонія            | 15    | 43                |               |               | 1             |               | 2               | 2                  |               |               |               | 1             |               |               |               |               |               |               | 6             | 49                       |
| Вірменія           | 3     | 64                | 3             | 12            | 10            | 2             | 12              | 12                 | 8             |               | 7             | 10            | 2             | 7             | 6             | 5             | 12            | 8             | 116           | 180                      |
| Польща             | 6     | 55                | 8             | 4             | 7             | 10            | 10              |                    | 2             | 5             |               |               | 8             |               | 3             |               | 6             | 6             | 69            | 124                      |
| Грузія             | 14    | 53                | 5             |               |               |               | 3               |                    |               | 4             |               |               | 5             |               |               | 3             | 1             |               | 21            | 74                       |
| Португалія         | 13    | 45                | 7             | 5             |               | 6             |                 |                    | 1             |               | 1             | 2             |               | 6             |               |               |               | 2             | 30            | 75                       |
| Франція            | 1     | 92                | 12            | 8             | 6             | 12            | 6               | 8                  | 10            | 10            | 12            | 5             | 10            |               | 7             | 10            | 8             | 12            | 136           | 228                      |
| Албанія            | 8     | 45                |               |               | 8             | 7             | 7               | 5                  | 5             | 7             | 4             | 4             | 12            | 3             |               | 7             |               | 1             | 70            | 115                      |
| Італія             | 11    | 44                | 6             | 3             |               | 5             |                 | 1                  | 3             |               |               | 8             | 3             | 8             |               |               |               |               | 37            | 81                       |
| Німеччина          | 9     | 74                |               | 1             | 4             |               |                 | 4                  | 7             | 3             |               | 7             |               |               | 2             | 1             |               | 4             | 33            | 107                      |
| Нідерланди         | 7     | 70                | 4             | 7             |               | 8             | 5               | 6                  |               | 2             | 6             |               |               | 2             | 5             | 4             | 3             |               | 52            | 122                      |

## Інші країни

### Асоційовані члени ЄМС
- Австралія — австралійський мовник ABC ME без пояснення причин повідомив, що країна не планує ані брати участь у Дитячому Євробаченні 2023, ані транслювати його[11]. Востаннє Австралія брала участь у конкурсі у 2019 році.
- Казахстан — 6 червня 2023 року казахстанська телекомпанія Khabar Agency оголосила, що країна не братиме участі в конкурсі 2023 року. Однак мовник все одно прагнутиме транслювати конкурс. У заяві, опублікованій 9 червня, мовник пояснив, що при прийнятті рішення про відмову було враховано багато факторів, серед яких «внутрішні обставини» та «мета створення найкращих умов для участі в Дитячому Євробачення 2024 року»[12].